# Penn'a Du
Pour plus de détails, voir Fiche technique et Distribution.
 Penn’a Du  est un essai cinématographique allemand de 1982, du réalisateur, également allemand, Georg Brintrup, qui a également écrit le scénario. Le titre est l’expression quotidienne abrégée avec laquelle on désigne une langue menacée de disparition : l’allemand de Pennsylvanie (États-Unis), connu aussi comme Pennsilfaanisch Deitsch.

## Synopsis
Dans le film, le réalisateur met en scène cinq épisodes, cinq conversations avec autant d’habitants de la communauté d’Allemands de Pennsylvanie :	

1. Un enseignant de l’école de la communauté, William T. Parson, raconte les origines (année 1683) de cette communauté dans les futurs États-Unis. Comment des Allemands d’Europe ont suivi l’appel de l’Anglais William Penn, lequel voulait fonder et développer en Amérique le modèle d’une nouvelle société : la Pennsylvanie. Il parle des mélanges de cultures lors de l’installation dans le Nouveau Monde, de la formation de leur nouvelle langue, parlée et écrite, des caractéristiques sociales et religieuses, des principes religieux, de leur développement culturel, des problèmes et des succès au long de leur histoire.
2. Un membre de la communauté mennonite (Mennonite Brethren Church), Isaac Clarence Kulp, donne une vue d’ensemble des diverses communautés religieuses et même des sectes, arrivées en Pennsylvanie en provenance des territoires allemands européens. Il en fait la différence entre le “gay dutch” et le “plain dutch”. Contrairement à ces derniers, les “gay dutch” vivent, d’une certaine manière, “dans le monde”, en d’autres mots, ils ne refusent pas les idéaux de la société américaine. Cependant, un commun dénominateur est valable pour tous : leur haute considération de l’éducation. Dès le début, ils bâtissent des écoles.
3. Richard Druckenbrod, un pasteur de la United Church of Christ, explique le développement de la langue qui, depuis 300 ans, mène un brave combat contre l’anglais. Leur langue est parlée quotidiennement, encore aujourd’hui, par plus de 300 000 personnes et comprise par plus de 400 000. Il ajoute aussi une autre précision : Ce n’est pas uniquement sur les mots de l’allemand de Pennsylvanie, mais également sur sa syntaxe, que l’anglais, langue de domination en Amérique, exerce une trop forte influence. Les divers dialectes se sont fondus entre eux et sont devenus un seul et homogène allemand de Pennsylvanie. Ainsi, ils ne se sont pas conservés ni, bien entendu, développés.
4. Un linguiste et écrivain en allemand de Pennsylvanie, Earl C. Haag, explique comment, aux États-Unis, le rapport à l’histoire est différent de celui européen. Sa présence est bien plus forte en Amérique. Cela a, aussi, joué un rôle dans l’influence sur la langue et la littérature de l’allemand de Pennsylvanie. Des exemples de la poésie en allemand de Pennsylvanie sont présentés par l’écrivain Paul Wieand. Alors que la langue parlée a une claire provenance de l’Allemand d’origine, sa littérature s’est américanisée du point de vue de la forme, des croyances et des sentiments. Jusqu’à l’introduction de l’anglais comme langue d’enseignement, en 1911, c’était l’allemand qui était enseigné dans les écoles.
5. L’enseignant amish Robert Mays explique qu’il a comme loi obligatoire l’enseignement en langue anglaise dans son école - d’une seule salle de classe - mais qu’il enseigne aussi l’allemand en tant que langue étrangère. Les enfants apprennent à lire et à écrire dans l’ancienne écriture (ou Fraktur), avec laquelle est imprimée, aussi, leur Bible. Les enfants amish parlent et entendent en famille seulement l’allemand de Pennsylvanie. À l’âge de quinze ans, ils laissent l’école d’apprentissage de l’“écriture scolaire“. Les jeunes amish ne croient pas en une formation plus élevée. Robert Mays donne un aperçu des opinions des amish sur la vie : le repos de l’esprit se fonde uniquement sur le Principe de la Facilité. Ils doivent toujours faire valoir l’opinion qu’il faut combattre un monde „innécessairement compliqué“.

À la fin du film, l’enseignant accompagne le réalisateur à un musée où les touristes peuvent connaître des détails de la vie des membres de la secte amish à travers des scènes représentatives montées avec des figures de cire. Il signale : „Même si nous nous représentons dans le musée de cire, cela n’est plus valable car nous ne sommes plus comme cela“. Dans les dernières vingt années, la population amish du  Lancaster County a plus que doublé. 

## Fiche technique
- Titre original : Penn’a Du
- Réalisation : Georg Brintrup
- Scénario : Georg Brintrup
- Image : Ali Reza Movahed
- Script et montage : Carlo Carlotto
- Son : Peter Margonelli
- Mixage audio : Fausto Ancillai
- Musique : Ella Fitzgerald; Pennsylvania Dutch Folksongs; Conrad Beissel; Keith Brintzenhoff
- Producteurs : Christhardt Burgmann, Georg Brintrup
- Inspecteur de production : Mary Noll
- Sociétés de production : Brintrup Filmproduktion, Westdeutscher Rundfunk WDR,
- Pays d'origine :  Allemagne de l'Ouest  États-Unis  Italie
- Dates de tournage : mai 1982
- Durée : 60 min, métrage  1 005 m
- Format : couleur - 16 mm - Monophonique
- Genre : essai cinématographique
- Dates de sortie : Allemagne de l'Ouest, 1er octobre 1982

## Distribution
Les membres des communautés qui apparaissent dans le film sont tous les mêmes personnes dans la vie réelle : 
- William T. Parson
- Isaac Clarence Kulp jr.
- Richard Druckenbrod
- Earl C. Haag
- Robert Mays
- Georg Brintrup
- Paul Wieand
- Roberta Kramer
- Keith Brintzenhoff
- Peter Swavely
- Jane Swavely
- Susan Nolder
- Karen Fish
- Tom Mc Ginley
- Jay Diefenderfer
- Christine Richardson.

## Titre du film
Le titre du film «Penn’a Du» est l’expression quotidienne abrégée avec laquelle on désigne une langue menacée de disparition: l’Allemand de Pennsylvanie, États-Unis d’Amérique.

## Autour du film
Le film a été réalisé en prise de son directe en deux langues : allemand et anglais. Ce fut la première fois (1982) qu’un enseignant amish apparaissait devant une caméra cinématographique. Dans les règles de la secte, il est interdit de faire un effort similaire. Pour que les prises de vue puissent être faites, il a fallu garder un silence total. Les apparitions d’un individu étaient signalées comme des „poses“, autrement elles auraient été strictement refusées.

### Première(s)
La Première américaine des versions en anglais et en allemand du film eu lieu le 6 novembre 1982 dans le Wismer Auditorium du Ursinus College en Collegeville, Pennsylvania. Cette „Première“ a été saluée dans les journaux des communautés visitées pour la réalisation, en langue allemande de Pennsylvanie. À titre de curiosité, nous présentons ci-dessous un fragment en langue originale (Pennsylvania Deitsch) :

« IN DER SCHPIGGEL GUCKE - Wann mer arriyets hiegeh will as abaddich ebbes iss, zieht mer die gude Gleeder aa, unn schdellt sich ver em Schpiggel fer sehe ass alles im Blats iss. Was seht mer? Mer sehnt was mer meent ass mer sehne dutt. Oftmols dutt der Pit ebbes aa ass er meent ass in Addning waer, awwer die Fraa meent annerschders. Es Hemm sett en anneri Farreb sei; der Schlupp basst net zum Rock; odder ebbes schunscht. So iss net alles wie mer sich selwert’s vorschdellt, awwer aa wie annere um eem rum uns bedrachde.
So waar’s do im Friehyaahr wu der Georg Brintrup unn sei Leit aus Rom do warre fer en Film zu drehe fer’s “Fernseh” driwwe in Deitschland. Viele vun uns do in daere Gegend henn mitgeholfe unn warre aa scheins im Film sei. Der Filmmacher guckt die Sache woll annerschder aa ass wie mir selwert uns aa-gucke. (...). »

— Pit Scheffelbrenner,  ES DEITSCH SCHTICK, "The Morning Call" du 1 novembre 1982

### Émissions
La première émission de “Penn’a Du” a eu lieu le 1er octobre 1982, à travers les ondes de la WDR (en Allemagne). D’autres émissions dans la TV allemande se sont ensuivies jusqu’en 1983.
Aux États-Unis, l’émission de la version TV en anglais s’est réalisée à travers la chaine locale indépendante WFMZ-TV, dans le sud-est de la Pennsylvanie.

### Accueil critique
« Le film est un documentaire «mis en scène». Pendant plusieurs semaines, les conversations et les entretiens ont été préparés avec les membres des communautés des Amishs et des Allemands de Pennsylvanie. C'est ainsi que le réalisateur, auteur et producteur approche leur réalité. Naissent de cette manière les images fortes de ces minorités, comme si elles se forgeaient d'elles-mêmes. Il est fascinant de voir, par exemple, comment un enseignant amish et son groupe réfléchissent à propos de la manière de penser divergente des uns et des autres. Telles images n'avaient jamais été vues auparavant dans un film. »

— "The Independent" 13 octobre 1982 (original en Anglais)